# HD 181342 b
HD 181342 b (بالإنجليزية: HD 181342 b)‏ الذي يرمز له بالرمز HD 181342b، هو كوكب خارج المجموعة الشمسية، في كوكبة الرامي، يتبع HD 181342 ‏.

## الاكتشاف
اكتشف في 2010، وكانت طريقة الاكتشاف Doppler spectroscopy.